# National Basketball Association 2001-2002
La stagione della National Basketball Association 2001-2002 fu la 56ª edizione del campionato NBA. La stagione si concluse con la vittoria dei Los Angeles Lakers, che sconfissero i New Jersey Nets per 4-0 nelle finali NBA.
Con questa vittoria i Lakers conquistarono uno storico three-peat, diventando la seconda franchigia NBA a raggiungere questo traguardo per la seconda volta (i primi furono i Chicago Bulls negli anni '90).

## Squadre partecipanti
- Atlanta Hawks
- Boston Celtics
- Charlotte Hornets
- Chicago Bulls
- Cleveland Cavaliers
- Dallas Mavericks
- Denver Nuggets
- Detroit Pistons
- G.S. Warriors
- Houston Rockets
- Indiana Pacers
- L.A. Clippers
- L.A. Lakers
- Memphis Grizzlies
- Miami Heat

- Milwaukee Bucks
- Minnesota T'wolves
- N.J. Nets
- N.Y. Knicks
- Orlando Magic
- Phoenix Suns
- Philadelphia 76ers
- Portland T. Blazers
- Sacramento Kings
- San Antonio Spurs
- Seattle S.Sonics
- Toronto Raptors
- Utah Jazz
- Wash. Wizards

## Classifica finale

### Eastern Conference
| Squadra            | V  | P  | PCT  | GB |
| ------------------ | -- | -- | ---- | -- |
| New Jersey Nets    | 52 | 30 | 63,4 | -  |
| Boston Celtics     | 49 | 33 | 59,8 | 3  |
| Orlando Magic      | 44 | 38 | 53,7 | 8  |
| Philadelphia 76ers | 43 | 39 | 52,4 | 9  |
| Washington Wizards | 37 | 45 | 45,1 | 15 |
| Miami Heat         | 36 | 46 | 43,9 | 16 |
| New York Knicks    | 30 | 52 | 36,6 | 22 |

| Squadra             | V  | P  | PCT  | GB |
| ------------------- | -- | -- | ---- | -- |
| Detroit Pistons     | 50 | 32 | 61,0 | -  |
| Charlotte Hornets   | 44 | 38 | 53,7 | 6  |
| Toronto Raptors     | 42 | 40 | 51,2 | 8  |
| Indiana Pacers      | 42 | 40 | 51,2 | 8  |
| Milwaukee Bucks     | 41 | 41 | 50,0 | 9  |
| Atlanta Hawks       | 33 | 49 | 40,2 | 17 |
| Cleveland Cavaliers | 29 | 53 | 35,4 | 21 |
| Chicago Bulls       | 21 | 61 | 25,6 | 29 |

### Western Conference
| Squadra                | V  | P  | PCT  | GB |
| ---------------------- | -- | -- | ---- | -- |
| San Antonio Spurs      | 58 | 24 | 70,7 | -  |
| Dallas Mavericks       | 57 | 25 | 69,5 | 1  |
| Minnesota Timberwolves | 50 | 32 | 61,0 | 8  |
| Utah Jazz              | 44 | 38 | 53,7 | 14 |
| Houston Rockets        | 28 | 54 | 34,1 | 30 |
| Denver Nuggets         | 27 | 55 | 32,9 | 31 |
| Memphis Grizzlies      | 23 | 59 | 28,0 | 35 |

| Squadra                | V  | P  | PCT  | GB |
| ---------------------- | -- | -- | ---- | -- |
| Sacramento Kings       | 61 | 21 | 74,4 | -  |
| Los Angeles Lakers C   | 58 | 24 | 70,7 | 3  |
| Portland Trail Blazers | 49 | 33 | 59,8 | 12 |
| Seattle Supersonics    | 45 | 37 | 54,9 | 16 |
| Los Angeles Clippers   | 39 | 43 | 47,6 | 22 |
| Phoenix Suns           | 36 | 46 | 43,9 | 25 |
| Golden State Warriors  | 21 | 61 | 25,6 | 40 |

## Vincitore
| Campione NBA 2001-2002          |
| ------------------------------- |
| Los Angeles Lakers (14º titolo) |

## Statistiche

### Statistiche individuali
| Categoria        | Giocatore        | Squadra             | Stat |
| ---------------- | ---------------- | ------------------- | ---- |
| Punti            | Allen Iverson    | Philadelphia 76ers  | 31.4 |
| Rimbalzi         | Ben Wallace      | Detroit Pistons     | 13.0 |
| Assist           | Andre Miller     | Cleveland Cavaliers | 10.9 |
| Palle rubate     | Allen Iverson    | Philadelphia 76ers  | 2.8  |
| Stoppate         | Ben Wallace      | Detroit Pistons     | 3.5  |
| Palle perse      | Jason Kidd       | N.J. Nets           | 3.5  |
| Falli            | Kurt Thomas      | N.Y. Knicks         | 4.2  |
| Minuti a partita | Allen Iverson    | Philadelphia 76ers  | 43.7 |
| FG%              | Shaquille O'Neal | L.A. Lakers         | 57.9 |
| FT%              | Reggie Miller    | Indiana Pacers      | 91.1 |
| 3FG%             | Steve Smith      | San Antonio Spurs   | 47.2 |
| Efficienza       | Shaquille O'Neal | L.A. Lakers         | 29.7 |

### Statistiche di squadra
| Categoria             | Squadra          | Stat  |
| --------------------- | ---------------- | ----- |
| Punti per gara        | Dallas Mavericks | 105.2 |
| Rimbalzi per gara     | G.S. Warriors    | 46.7  |
| Assist per gara       | Utah Jazz        | 24.4  |
| Palle rubate per gara | Boston Celtics   | 9.7   |
| Stoppate per gara     | Detroit Pistons  | 6.9   |
| Palle perse per gara  | G.S. Warriors    | 16.9  |
| FG%                   | Seattle S.Sonics | 46.9  |
| FT%                   | Dallas Mavericks | 80.6  |
| 3FG%                  | Wash. Wizards    | 38.8  |
| +/-                   | Sacramento Kings | +7.9  |

## Premi NBA
- NBA Most Valuable Player Award: Tim Duncan, San Antonio Spurs
- NBA Rookie of the Year Award: Pau Gasol, Memphis Grizzlies
- NBA Defensive Player of the Year Award: Ben Wallace, Detroit Pistons
- NBA Sixth Man of the Year Award: Corliss Williamson, Detroit Pistons
- NBA Most Improved Player Award: Jermaine O'Neal, Indiana Pacers
- NBA Coach of the Year Award: Rick Carlisle, Detroit Pistons
- NBA Executive of the Year Award: Rod Thorn, New Jersey Nets
- Sportsmanship Award: Steve Smith, San Antonio Spurs
- All-NBA First Team
  - Tim Duncan, San Antonio Spurs
  - Tracy McGrady, Orlando Magic
  - Shaquille O'Neal, Los Angeles Lakers
  - Kobe Bryant, Los Angeles Lakers
  - Jason Kidd, New Jersey Nets
- All-NBA Second Team
  - Chris Webber, Sacramento Kings
  - Dirk Nowitzki, Dallas Mavericks
  - Kevin Garnett, Minnesota Timberwolves
  - Allen Iverson, Philadelphia 76ers
  - Gary Payton, Seattle SuperSonics
- All-NBA Third Team
  - Jermaine O'Neal, Indiana Pacers
  - Ben Wallace, Detroit Pistons
  - Dikembe Mutombo, Philadelphia 76ers
  - Paul Pierce, Boston Celtics
  - Steve Nash, Dallas Mavericks
- All-Defensive First Team
  - Ben Wallace, Detroit Pistons
  - Tim Duncan, San Antonio Spurs
  - Kevin Garnett, Minnesota Timberwolves
  - Jason Kidd, New Jersey Nets
  - Gary Payton, Seattle SuperSonics
- All-Defensive Second Team
  - Bruce Bowen, San Antonio Spurs
  - Clifford Robinson, Detroit Pistons
  - Dikembe Mutombo, Philadelphia 76ers
  - Kobe Bryant, Los Angeles Lakers
  - Doug Christie, Sacramento Kings
- All-Rookie First Team
  - Shane Battier, Memphis Grizzlies
  - Andrej Kirilenko, Utah Jazz
  - Pau Gasol, Memphis Grizzlies
  - Jason Richardson, Golden State Warriors
  - Tony Parker, San Antonio Spurs
- All-Rookie Second Team
  - Eddie Griffin, Houston Rockets
  - Željko Rebrača, Detroit Pistons
  - Jamaal Tinsley, Indiana Pacers
  - Richard Jefferson, New Jersey Nets
  - Vladimir Radmanović, Seattle SuperSonics (pari)
  - Joe Johnson, Phoenix Suns (pari)